# ASG Vorwärts Meiningen
Die ASG Vorwärts Meiningen war eine in Meiningen ansässige Sportvereinigung der Nationalen Volksarmee der DDR. In der Sektion Fußball war sie mit der 1. Mannschaft in der DDR-Liga und mit der 2. Mannschaft in der Fußball-Bezirksliga Suhl (3. Liga) vertreten.

## Geschichte
Die ASG wurde im Februar 1962 als Nachfolgerin der SG Dynamo Meiningen gegründet. Beheimat war sie im Rudi-Arnstadt-Stadion, dem heutigen Stadion Maßfelder Weg im Süden der Stadt. Nach ihrem Aufstieg in die zweitklassige DDR-Liga im Jahr 1965 konnte die Mannschaft durch ihre Spielweise eine Fußball-Euphorie auslösen, die im Südthüringer Raum mit Ausnahme von Motor Steinach beispiellos war. So wurden Zuschauerrekorde mit 12.000 Besuchern 1965 gegen Steinach und 1966 gegen FC Rot-Weiß Erfurt erreicht. Nach einigen erfolgreichen Serien in der DDR-Liga wurde die Mannschaft nach Beendigung der Saison 1973/1974 aufgelöst, das es bereits ab 1971 Umstrukturierungen bei den Grenztruppen der DDR am Standort Meiningen gab. Die Sportgemeinschaft wurde als ASG Vorwärts Plauen im vogtländischen Plauen, dem damaligen Standort der Offiziershochschule der Grenztruppen der DDR „Rosa Luxemburg“, neu gegründet. Dort konnte bis Anfang der 1980er Jahre die Klasse gehalten werden, wenngleich die Mannschaft nicht mehr an die Popularität der Zeiten in Meiningen anknüpfen konnte.

## Erfolge
- 1. Mannschaft
  - 1965: Bezirksmeister (Fußball-Bezirksliga Suhl) und Aufstieg in die DDR-Liga (zweithöchste Spielklasse)
  - 1968/69; 1970/71; 1971/72: jeweils 2. Platz in der DDR-Liga
  - 1965/66, 1967/68, 1968/69, 1971/72: Günter Kluge wird Torschützenkönig der DDR-Liga
- 2. Mannschaft
  - 1973: Bezirkspokalsieger im FDGB-Pokal, 1. Hauptrunde 1:0 gegen FSV Sömmerda

## Statistik

### DDR-Liga
Platzierungen der 1. Mannschaft
| Saison  | Platz | Spiele | S  | U  | N  | Tore  | ±   | Punkte |
| ------- | ----- | ------ | -- | -- | -- | ----- | --- | ------ |
| 1965/66 | 09    | 30     | 12 | 06 | 12 | 53:54 | −01 | 30:30  |
| 1966/67 | 03    | 30     | 15 | 05 | 10 | 53:36 | +17 | 35:25  |
| 1967/68 | 03    | 30     | 14 | 09 | 07 | 59:36 | +23 | 37:23  |
| 1968/69 | 02    | 30     | 16 | 06 | 08 | 53:37 | +26 | 38:22  |
| 1969/70 | 09    | 30     | 10 | 08 | 12 | 51:38 | +13 | 28:32  |
| 1970/71 | 02    | 30     | 13 | 12 | 05 | 53:29 | +24 | 38:22  |
| 1971/72 | 02    | 22     | 14 | 05 | 03 | 55:20 | +35 | 33:11  |
| 1972/73 | 04    | 22     | 09 | 09 | 04 | 32:18 | +14 | 27:17  |
| 1973/74 | 08    | 22     | 07 | 07 | 08 | 32:27 | +05 | 21:23  |

|  | Neuling                                               |
|  | Letzte Saison und anschließende Verlegung nach Plauen |

Ewige Tabelle der DDR-Liga: Rang 28 (Daten von ASG Vorwärts Plauen mit eingerechnet)

### FDGB-Pokal
Ergebnisse der 1. Mannschaft im FDGB-Pokal ab der 2. Hauptrunde:
- 1966/67 (2. Hauptrunde 1:0 gegen BSG Chemie Leipzig / Achtelfinale 1:4 gegen BFC Dynamo)
- 1967/68 (2. Hauptrunde 1:0 gegen FC Karl-Marx-Stadt / Achtelfinale 1:4 gegen FC Vorwärts Berlin)
- 1968/69 (2. Hauptrunde 2:3 n. V. gegen BSG Sachsenring Zwickau)
- 1970/71 (2. Hauptrunde 0:1 gegen Wismut Aue)
- 1971/72 (2. Hauptrunde 1:0 gegen BSG Chemie Leipzig / Achtelfinale 0:6 gegen BFC Dynamo)

### Personen
- Karl-Heinz Duffke, Trainer von 1970 bis 1973.
- Lothar Pacholski, Spieler von 1965 bis 1973, Trainer 1973/74.
- Günter Kluge, Spieler von 1964 bis 1972, 196 Spiele mit 134 Toren.
- Ludwig Hofmann, Spieler von 1965 bis 1967 und 1969–1974, 156 Spiele mit 37 Toren.
- Wolfgang Schmidt, Spieler von 1967 bis 1973, 134 Spiele mit 35 Toren.
- Werner Kaiser, Spieler von 1966 bis 1970, 106 Spiele mit 38 Toren.
- Lutz Otto, Spieler von 1972 bis 1974.